# انسان‌شناسی پزشکی
انسان‌شناسی پزشکی یکی از شاخه‌های انسان‌شناسی فرهنگی برای بررسی کلیه مسائل مربوط به بیماری‌ها، سلامت، مرگ و کالبد انسانی، از منظری فرهنگی می‌باشد. با توجه به تفاوت‌های فراوان درک و چگونگی واکنش جسمانی و روانی افراد نسبت به این مسائل در فرهنگ‌های مختلف، لازم می‌شود برای تشخیص، درمان و پیشگیری از بیماری‌ها، کاهش اثرات زیانبار آن‌ها و نیز پیشبرد برنامه‌هایی چون واکسیناسیون و برنامه‌های بهداشت عمومی، شناخت فرهنگی جامعه صورت بندی شود و تنظیم این برنامه‌ها بر مبنای آن شناخت صورت گیرد.
اصطلاح «انسان‌شناسی پزشکی» از سال ۱۹۶۳ به عنوان برچسبی برای تحقیقات تجربی و تولید نظری توسط انسان شناسان در مورد فرآیندهای اجتماعی و بازنمایی‌های فرهنگی سلامت، بیماری و شیوه‌های پرستاری/مراقبتی مرتبط با این موارد استفاده شده است.
علاوه بر این، در اروپا اصطلاحات «انسان‌شناسی پزشکی»، «انسان‌شناسی سلامت» و «انسان‌شناسی بیماری» نیز به کار رفته‌اند و «انسان‌شناسی پزشکی» نیز ترجمه‌ای از اصطلاح هلندی قرن نوزدهم «medische anthropologie» بود. این اصطلاح توسط برخی از نویسندگان در طول دهه ۱۹۴۰ برای اشاره به مطالعات فلسفی در مورد سلامت و بیماری انتخاب شد.